# John Quincy Adams
John Quincy Adams, ameriški odvetnik, diplomat in politik, * 11. julij 1767, Braintree, Massachusetts, † 23. februar 1848, Washington, D.C..
Adams je bil 6. predsednik ZDA med 4. marcem 1825 in 3. marcem 1829. Bil je sin 2. predsednika ZDA Johna Adamsa.